# Велико Селце
Велико Селце (хорв. Veliko Selce) — населений пункт у Хорватії, у Приморсько-Горанській жупанії у складі громади Скрад.

## Населення
Населення за даними перепису 2011 року становило 73 осіб.
Динаміка чисельності населення поселення:

## Клімат
Середня річна температура становить 11,83 °C, середня максимальна – 23,02 °C, а середня мінімальна – 0,20 °C. Середня річна кількість опадів – 1337 мм.
| Клімат поселення                              | Клімат поселення | Клімат поселення | Клімат поселення | Клімат поселення | Клімат поселення | Клімат поселення | Клімат поселення | Клімат поселення | Клімат поселення | Клімат поселення | Клімат поселення | Клімат поселення | Клімат поселення |
| Показник                                      | Січ.             | Лют.             | Бер.             | Квіт.            | Трав.            | Черв.            | Лип.             | Серп.            | Вер.             | Жовт.            | Лист.            | Груд.            |                  |
| Середній максимум, °C                         | 8,60             | 7,89             | 10,19            | 13,95            | 18,49            | 22,38            | 23,02            | 22,60            | 18,46            | 14,59            | 10,10            | 8,06             |                  |
| Середня температура, °C                       | 4,75             | 4,05             | 6,34             | 10,10            | 14,65            | 18,53            | 20,81            | 20,39            | 16,26            | 12,39            | 7,91             | 5,85             |                  |
| Середній мінімум, °C                          | 0,89             | 0,20             | 2,48             | 6,26             | 10,78            | 14,69            | 18,62            | 18,20            | 14,04            | 10,18            | 5,70             | 3,65             |                  |
| Норма опадів, мм                              | 105              | 87               | 100              | 104              | 92               | 108              | 72               | 98               | 120              | 153              | 165              | 133              |                  |
| Середньомісячна швидкість вітру, м/с          | 3.29             | 3.49             | 3.47             | 3.26             | 2.94             | 2.83             | 2.74             | 2.82             | 2.98             | 3.34             | 3.60             | 3.57             |                  |
| Середньомісячна сонячна радіація, кДж/м²·день | 4511             | 7384             | 10540            | 15019            | 19192            | 20835            | 22038            | 18749            | 13946            | 9080             | 4892             | 3794             |                  |
| --------------------------------------------- | ---------------- | ---------------- | ---------------- | ---------------- | ---------------- | ---------------- | ---------------- | ---------------- | ---------------- | ---------------- | ---------------- | ---------------- | ---------------- |
| Джерело:                                      |                  |                  |                  |                  |                  |                  |                  |                  |                  |                  |                  |                  |                  |